# Luis Martín García
Luis Martín García (Melgar de Fernamental, Burgos, 19 de agosto de 1846 -  Roma, 18 de abril de 1906) fue el 24.º Prepósito General de la Compañía de Jesús. Gobernó la orden entre 1892 y 1906.

## Formación y primeros años
Entró a formarse como jesuita en el seminario de Loyola en 1864.
En 1884, fue destinado a Bilbao a dirigir la revista El Mensajero del Corazón de Jesús. En 1885, fue nombrado director del Centro de Estudios, que sería pronto transformado en la Universidad de Deusto. En 1886 fue designado Provincial de la provincia de Castilla, hasta 1891.

## Prepósito General (Superior general)
En la congregación celebrada excepcionalmente desde el 24 de septiembre de 1892 en Loyola, fue declarado vigésimo cuarto Padre Superior de la Compañía de Jesús el 2 de octubre. Durante su gobierno, mejoraron las relaciones institucionales de la Orden y se acrecentó la dedicación a la tarea de la enseñanza, fundándose varios colegios.
Dejó escritas sus memorias, que fueron publicadas en 1988.